# Albert van Ouwater

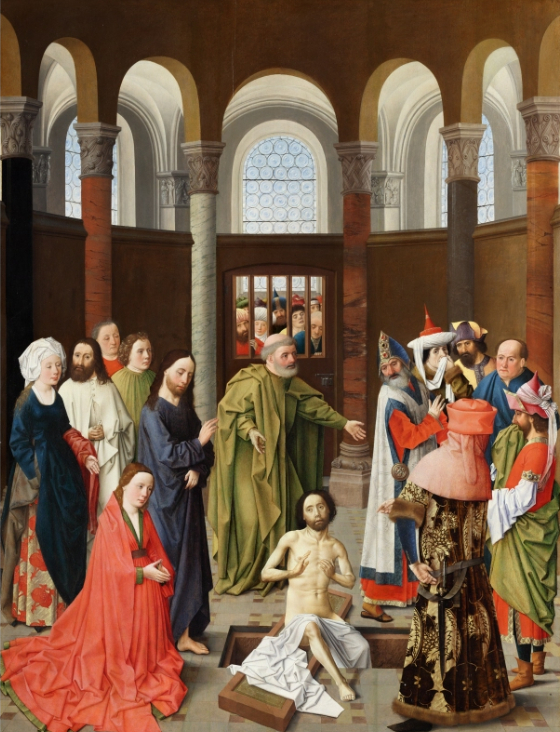
De opwekking van Lazarus, Berlijn, Gemäldegalerie.

Albert van Ouwater (1410~1415?-ca.1475) was een van de eerste olieverfschilders in Holland. Hij was kort na Jan van Eyck actief. Hij werd waarschijnlijk geboren in Oudewater en wordt genoemd door Carel van Mander als een goede schilder in zijn Schilder-boeck. Hij prijst vooral een altaarstuk van Van Ouwater in de Grote of Sint-Bavokerk dat Petrus en Paulus uitbeeldt. Daarnaast noemt hij hem een van de pioniers van de Haarlemse School. Een bekende leerling van hem was Geertgen tot Sint Jans.
Van Mander beschrijft verder uitvoerig het schilderij De opwekking van Lazarus, het enige werk dat met zekerheid aan Van Ouwater toegeschreven kan worden.
- Biografisch Portaal: 45662050
- Gemeinsame Normdatei: 130058262
- International Standard Name Identifier: 0000 0004 4886 2427
- RKD-Nederlands Instituut voor Kunstgeschiedenis: 61247
- Union List of Artist Names: 500009673
- Virtual International Authority File: 15866641
- WorldCat: E39PBJf4cYWVv4TcPy4C4pYdcP